# جغرافیای زامبیا

موقعیت زامبیا

جغرافیای زامبیا زامبیا کشوری محصور در خشکی است که در آفریقای جنوبی، در شرق آنگولا واقع شده‌است. مساحت آن ۷۵۲٬۶۱۸ کیلومتر مربع است که ۹ ۲۲۰ کیلومتر مربع آن آب است. 

نقشه طبقه‌بندی آب و هوایی کوپن زامبیا